# Google Nest
Google Nest es una marca de Google LLC que se utiliza para comercializar productos de domótica que incluyen altavoces inteligentes, pantallas inteligentes, dispositivos de transmisión, termostatos, detectores de humo, enrutadores y sistemas de seguridad que incluyen timbres inteligentes, cámaras y cerraduras inteligentes.
La marca Nest fue originalmente propiedad de Nest Labs, cofundada por los antiguos ingenieros de Apple Tony Fadell y Matt Rogers en 2010. Su producto estrella, que fue lo primero en ofrecer la compañía, es el Nest Learning Thermostat, presentado en 2011. El producto es programable, de autoaprendizaje, controlado por sensores y habilitado para Wi-Fi: características que a menudo se encuentran en otros productos Nest. Le siguieron los detectores de humo y monóxido de carbono Nest Protect en octubre de 2013. Después de la adquisición de Dropcam en 2014, la compañía presentó su marca de cámaras de seguridad Nest Cam en junio de 2015.
La compañía se expandió rápidamente con más de 130 empleados a finales de 2012. Google adquirió Nest Labs por US$3.2 mil millones en enero de 2014, cuando la compañía empleó a 280 trabajadores. A finales de 2015, Nest emplea a más de 1,100 y agregó un centro de ingeniería primario en Seattle.
Después de que Google se reorganizara bajo el holding Alphabet Inc., Nest funcionó independientemente de Google de 2015 a 2018. Sin embargo, en 2018, Nest se fusionó con la unidad de dispositivos domésticos de Google dirigida por Rishi Chandra, y dejó de existir como un negocio separado. En mayo de 2019, se anunció que todos los productos electrónicos de Google Home se comercializarían con la marca Google Nest.

## Historia

### Nest Labs antes de la adquisición por parte de Google
Nest Labs fue fundada en 2010 por los exingenieros de Apple Tony Fadell y Matt Rogers. La idea surgió cuando Fadell estaba construyendo una casa de vacaciones y descubrió que todos los termostatos disponibles en el mercado eran inadecuados, hecho que lo motivó para traer algo mejor al mercado. Los primeros inversores en Nest Labs incluyeron a Shasta Ventures y Kleiner Perkins.

### Nest Labs después de la adquisición por parte de Google
El 13 de enero de 2014, Google anunció planes para adquirir Nest Labs por $3.2 mil millones en efectivo. Google completó la adquisición al día siguiente, el 14 de enero de 2014. La compañía operaría independientemente de los otros negocios de Google.
En junio de 2014, se anunció que Nest compraría startup de cámaras Dropcam por $555 millones. Con la compra, Dropcam se integró con otros productos de Nest; Si se activa la alarma de protección, Dropcam puede comenzar a grabar automáticamente y el termostato puede usar Dropcam para detectar movimiento. Más tarde, ese mismo año, Nest adquirió el servicio hub Revolv pero no continuó su línea de productos.
En septiembre de 2014, Nest Thermostat y Nest Protect estuvieron disponibles en Bélgica, Francia, Irlanda y los Países Bajos. Inicialmente, se vendieron en aproximadamente 400 tiendas en toda Europa con otras 150 tiendas que se agregaron a finales de año. En junio de 2015, se anunció la nueva Nest Cam, que reemplazaría a la Dropcam, junto con la segunda generación de Nest Protect.

#### Nest como filial de Alphabet Inc.
En agosto de 2015, Google anunció que reestructuraría sus operaciones bajo una nueva compañía matriz, Alphabet Inc., con Nest separado de Google como una filial de la nueva compañía tenedora. La reestructuración llevó a Tony Fadell, el CEO de Nest, a anunciar en una publicación de un blog en junio de 2016 que dejaría la compañía que fundó con Matt Rogers y que entraría con el papel de "asesor". Culminó después de meses de rumores sobre la exigente cultura corporativa de Nest bajo el liderazgo de Fadell, y el disgusto del exCEO de Dropcam Greg Duffy, quien se arrepintió abiertamente de haber vendido su compañía a Nest. En junio de 2016, la adquisición de Nest fue descrita por algunos medios de prensa como un "desastre" para Google.
Los problemas de Nest en 2016 provinieron en gran parte debido a un mercado limitado. Según Frank Gillet de Forrester Research, solo el 6% de los hogares estadounidenses poseían dispositivos conectados a Internet, como electrodomésticos, sistemas de monitoreo doméstico, altavoces o iluminación. También predijo que este porcentaje crecería a solo el 15% en 2021. Además, el 72% de los encuestados en una encuesta de 2016 realizada por PricewaterhouseCoopers no preveía la adopción de la tecnología de hogares inteligentes en los próximos dos a cinco años.

#### Nest como parte de la división de hardware de Google
El 7 de febrero de 2018, el jefe de hardware Rick Osterloh anunció que Nest se había fusionado con la división de hardware de Google, directamente junto con unidades como Google Home y Chromecast. Conservaría su sede separada de Palo Alto, pero el CEO de Nest, Marwan Fawaz, ahora informaría a Osterloh, y había planes para una integración más estrecha con las plataformas y el software de Google, como el Asistente de Google, en productos futuros. Poco después del anuncio, el cofundador y director de producto Matt Rogers anunció sus planes de abandonar la empresa.
El 18 de julio de 2018, el CEO de Nest, Marwan Fawaz, renunció. Nest se fusionó con el equipo de dispositivos domésticos de Google, dirigido por Rishi Chandra. Durante la conferencia de desarrolladores Google I/O el 7 de mayo de 2019, se anunció que Google Nest ahora serviría como la marca general para todos los productos para el hogar de Google. El Google Home Hub se renombró retroactivamente como Google Nest Hub, mientras que ahora estaría disponible una versión nueva y más grande del producto llamada Nest Hub Max con una pantalla más grande y un altavoz amplificado, para una mejor experiencia en los bajos del audio. Además, las líneas de productos como Chromecast, Google Home y Google Wifi ahora se comercializarán bajo la marca Google Nest. Además, Nest comenzó a desaprobar sus propias plataformas internas, anunciando la interrupción del programa existente "Works with Nest" a favor del Asistente de Google en el futuro, y empujando a los usuarios a migrarse del sistema de cuentas de Nest a las cuentas de Google. Google publicó información de privacidad específica de Nest que describe un compromiso con la transparencia, no vender información personal y dar a los usuarios el control de sus datos.

## Productos

### Nest Learning Thermostat

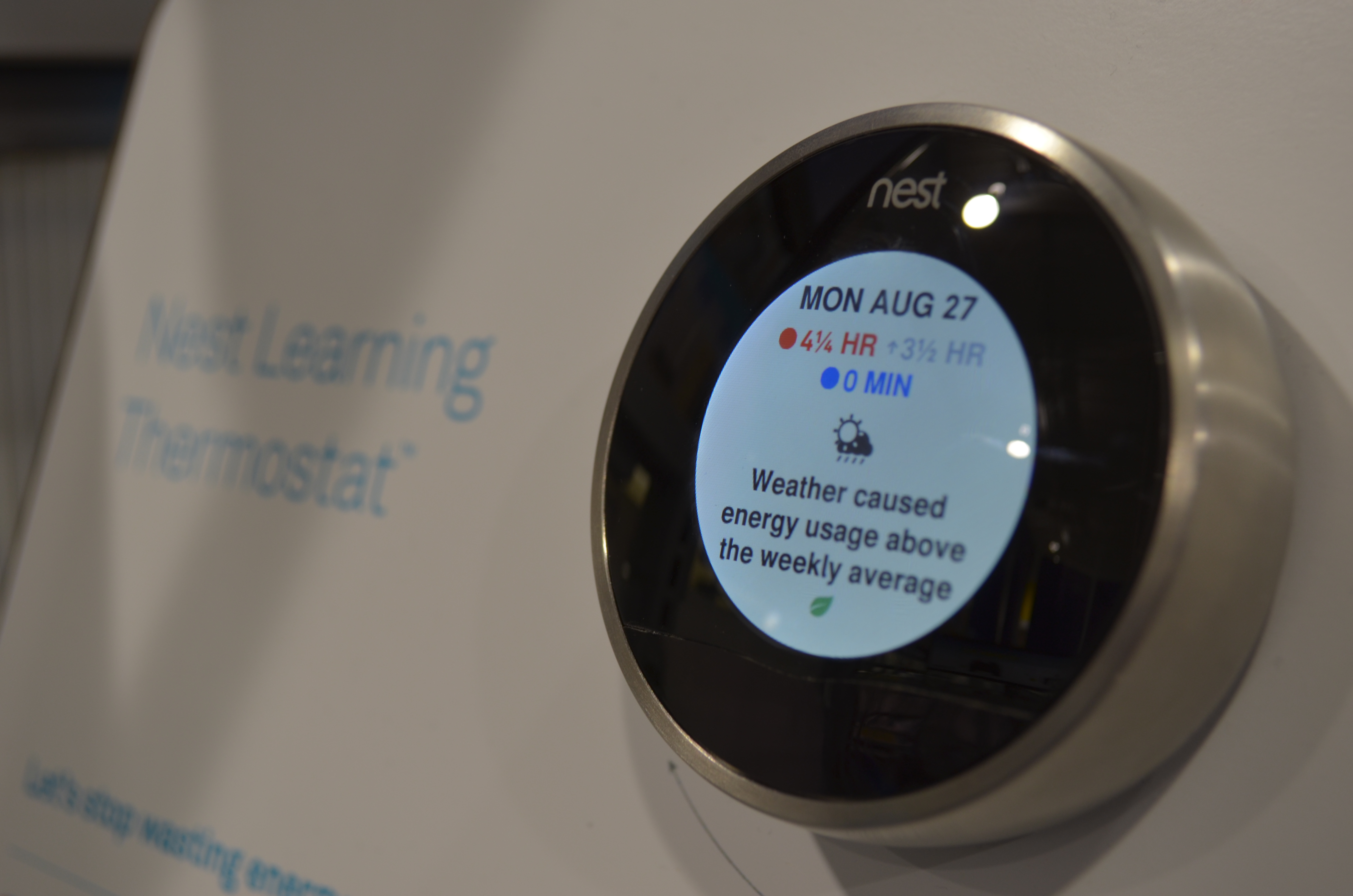
Nest Learning Thermostat mostrando el impacto del tiempo climatológico en el uso de la energía

| Dispositovo Modelo (Codename) | Versión | Lanzado | Wi-Fi | ZigBee | 24 V | 120– 240 V | Zonas múltiples | 1 - 2 Stage Cooling   | 1 - 3 Stage Heating | Forzado Air | Radiante | Calor Pump | Petróleo | Gas | Eléctrico | Sistemas híbridos | Humidistato |
| ----------------------------- | ------- | ------- | ----- | ------ | ---- | ---------- | --------------- | --------------------- | ------------------- | ----------- | -------- | ---------- | -------- | --- | --------- | ----------------- | ----------- |
| Diamond                       | 1.10    | Q4 2011 | Sí    | Sí     | Sí   | No         | Sí              | Single · Stage · Only | 1-2 · stage · only  | Sí          | Sí       | Sí         | Sí       | Sí  | Sí        | No                | No          |
| Diamond                       | 1.12    | Q1 2012 | Sí    | Sí     | Sí   | No         | Sí              | Single · Stage · Only | 1-2 · stage · only  | Sí          | Sí       | Sí         | Sí       | Sí  | Sí        | No                | No          |
| Diamond                       | 1.13    | Q? 201? | Sí    | Sí     | Sí   | No         | Sí              |                       |                     | Sí          | Sí       | Sí         | Sí       | Sí  | Sí        |                   |             |
| Display                       | 2.6     | Q3 2012 | Sí    | Sí     | Sí   | No         | Sí              | Both                  | All                 | Sí          | Sí       | Sí         | Sí       | Sí  | Sí        | Sí                | Sí          |
| Display                       | 2.8     | Q3 2013 | Sí    | Sí     | Sí   | No         | Sí              | Both                  | All                 | Sí          | Sí       | Sí         | Sí       | Sí  | Sí        | Sí                | Sí          |

#### Weave

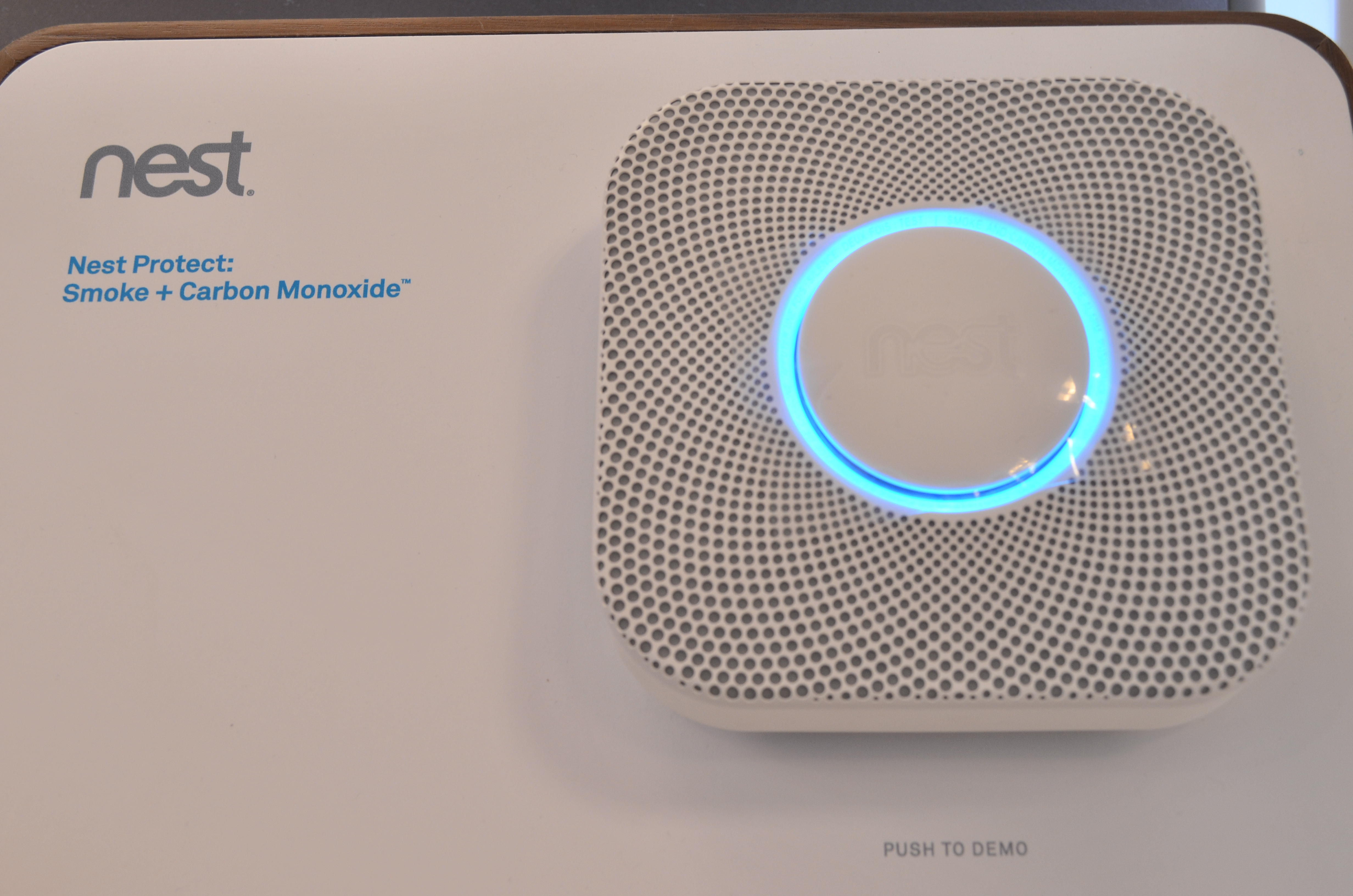
Nest Protect

Los dispositivos Nest interconectan entre sí utilizando un protocolo llamado Weave, que está basado en IEEE 802.15.4 y Wi-Fi 802.11 b/g/n.

## Funciona con Nest
Works with Nest (Funciona con Nest) es un programa que permite que dispositivos de terceras partes se puedan comunicar con productos Nest.

### Productos compatibles
- Philips Hue[22]
- August Smart Lock[23]
- Whirlpool Washers
- Whirlpool Dryers
- Chamberlain MyQ[24]
- Kevo Smart Lock[25]
- LIFX[26]
- Pebble[27]
- WallyHome[28]
- Ooma Telo[29]
- Lutron Lights and Shades[30]
- IFTTT[31]
- Rachio Iro[32]
- Mercedes-Benz[33]
- Big Ass Fans[34]
- Automatic[35]
- Insteon[36]
- Withings Aura[37]
- Logitech Harmony[38]
- Life360[39]
- Jawbone UP24[40]
- ivee Sleek[41]
- Google Now[42]
- Scout Alarm[43]
- Zuli Smartplugs - Coming Soon[44]
- ChargePoint Home EV Charging Station - Coming Soon[45]
- Wink[46]
- LG Appliances[47]
- Beep Dial[48]
- Osram Lightify Lights - Coming Soon[49]
- Haven Smart Lock - Coming Soon
- Luna Smart Mattress Cover - Coming Soon
- NEEO - Coming Soon